# (100019) Gregorianik
(100019) Gregorianik es un asteroide perteneciente al cinturón de asteroides, descubierto el 23 de octubre de 1989 por Freimut Börngen desde el Observatorio Karl Schwarzschild, en Tautenburg, Alemania.

## Designación y nombre
Designado provisionalmente como 1989 UO7. Fue nombrado Gregorianik en homenaje al canto gregoriano canto litúrgico monofónico con una melodía sencilla, en Europa de uso común desde principios de la Edad Media. Suele ser cantado tanto por solista como por coros. Actualmente se canta en las iglesias.

## Características orbitales
Gregorianik está situado a una distancia media del Sol de 2,531 ua, pudiendo alejarse hasta 3,129 ua y acercarse hasta 1,933 ua. Su excentricidad es 0,236 y la inclinación orbital 2,918 grados. Emplea 1471 días en completar una órbita alrededor del Sol.

## Características físicas
La magnitud absoluta de Gregorianik es 15,5.